# Wim Wenders

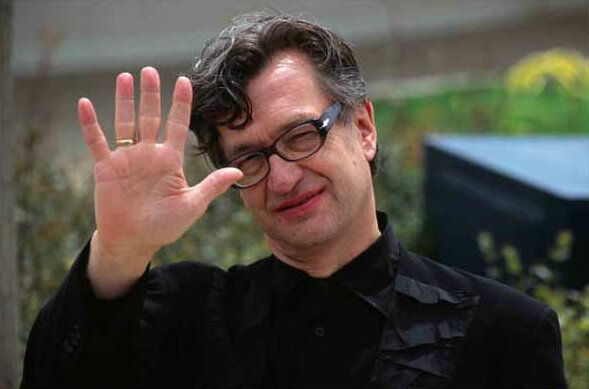
Wim Wenders la Cannes (2002).

Wim Wenders (numele original: Ernst Wilhelm Wenders) (n. 14 august 1945, Düsseldorf) este un regizor de film și fotograf german. În perioada 1963-1965 studiază medicina și filosofia iar din 1967 lucrează prin studiourile United Artists Film, în Germania. Studiază filmul în perioada 1967-1970 la Műnhen. Primul său film, Vară în oraș (Summer in the City) apărut în anul 1970, era dedicat trupei pop The Kinks în care demonstra o mare afinitate pentru muzică fiind un element esențial în cariera sa.

## Filmografie selectivă
- 1975 Mișcare greșită (Falsche Bewegung)
- 1977 Prietenul american (Der amerikanische Freund)
- 1982 Hammett
- 1984 Paris, Texas
- 1987 Cerul deasupra Berlinului
- 1993 Atât de departe, atât de aproape! (In weiter Ferne, so nah!)
- 1991 Până la capătul lumii (Bis ans Ende der Welt)
- 1994 Lisbon Story
- 1995 Lumiere et compagnie
- 1995 Frații Skladanowsky (Die Gebrüder Skladanowsky)
- 1997 Dincolo de nori (Jenseits der Wolken) (împreună cu Michelangelo Antonioni)
- 1997 Sfârșitul violenței (Am Ende der Gewalt)
- 1998 Îngerul păzitor
- 1999 Buena Vista Social Club (documentar)
- 1999 Berlin-Cinema

- 2000 Hotelul de 1 milion de dolari (The Million Dollar Hotel)
- 2001 Janela da Alma
- 2002 Fassbinder in Hollywood
- 2002 Zece minute mai bătrân: Trompeta (Ten Minutes Older: The Trumpet)
- 2003 The Blues
- 2004 Țara belșugului (Land of plenty)
- 2005 Scrisoare către un tânăr cineast
- 2005 Să nu bați la ușa mea! (Don’t Come Knocking)
- 2007 Von einem der auszog - Wim Wenders' frühe Jahre
- 2008 Palermo Shooting
- 2008 Auge in Auge - Eine deutsche Filmgeschichte
- 2011 Pina 3D
- 2018 Pope Francis: A Man of His Word

## Distincții
- 2005: premiul Leopardul de aur